# Ilha Vulcânica e Tubos de Lava de Jeju
A Ilha Vulcânica e Tubos de Lava de Jeju é o nome usado para designar um local classificado como Património Mundial na ilha de Jeju, Coreia do Sul.
Jeju é uma ilha vulcânica a 130 km ao largo da costa sul da península da Coreia. É a maior ilha da Coreia do Sul, com 1846 km².
Na ilha de Jeju fica o Halla-san (ou Hallasan), a mais alta montanha da Coreia do Sul, que é um vulcão adormecido que atinge 1950 metros de altitude. A atividade vulcânica em Jeju começou aproximadamente no Cretáceo e terminou aproximadamente no Terciário. A última atividade vulcânica registada ocorreu há aproximadamente 800 anos. Baengnokdam, a cratera e lago no pico do Halla-san formou-se há cerca de 25 000 anos.
Jeju tem valor cientifico pelos seus tubos de lava. Estes tubos de lava onde outrora fluiu magma são agora cavernas vazias que são umas das maiores no mundo. Fósseis de animais e conchas descobertos na área são também muito importantes cientificamente.

## Fauna e Flora
Metade das plantas vasculares da Coreia do Sul crescem naturalmente na ilha, enquanto outras 200 espécies de plantas indigenas da Península da Coreia foram transportadas para aqui. Contudo, metade destas espécies estão em perigo de extinção. As plantas polares que foram transportadas para aqui durante uma era glaciar e habitam o pico de Jeju são um exemplo. Outras plantas nas florestas subtropicais e regiões baixas da ilha estão também em perigo de extinção.

## Um Espetacular Museu Geológico
A ilha de Jeju foi criada pelas atividades vulcânicas que passaram por quatro estágios, há entre 1,2 milhões e 250 000 anos. Com as características diferentes e únicas do vulcão e um bonito panorama que se estende por toda direção, a ilha inteira é um museu vulcânico espetacular..
Formado no Período Quaternário da Era Cenozoica, a qual é um passado geológico relativamente recente, as primeiras formações de relevo vulcânicas da Ilha de Jeju foram bem preservadas, promovendo uma informação preciosa sobre o vulcanismo global.
Um dos melhores exemplos das formações de relevo vulcânicas são o Monte Halla, com 368 cones parasitas, e os tubos de lava formados por explosões da erupção da lava basáltica. Especificamente, a montanha possui o maior número de cones parasitas do mundo – chamados de “oreoum” no dialeto de Jeju – que são derivados de um único vulcão. Esses locais são muito respeitados, não só pelo cenário de beleza soberba, mas também pelo seu valor na área da pesquisa como exemplos da representação da histórica geológica mundial da Terra.
O Comitê do Patrimônio Mundial da Unesco selecionou o Patrimônio Natural mundial em razão da beleza natural do local, propriedade como habitat de espécies em extinção e características geológicas que dão luz a história da terra. Em outras palavras, o cenário de beleza ilustre do local não é a única condição para a inscrição na Lista de Patrimônios Globais, mas seus valores geológicos e ecológicos excepcionais também são avaliados como pré-requisitos importantes. Dessa forma, é empregado um maior peso nas qualidades objetivas do local, incluindo suas contribuições para a pesquisa científica, em vez de considerações estéticas, as quais podem ser inerentemente subjetivas.
Em 2007, a Ilha Vulcânica e os Tubos de Lava de Jeju foram listados como Patrimônios Naturais do Mundo em reconhecimento por sua paisagem de beleza natural incomparável, formações de relevo vulcânicas únicas e ecologia. A Ilha Vulcânica e os Tubos de Lava de Jeju, compreendidos como três locais – a Reserva Natural do Monte Halla, o Sistema de Tubos de Lava Geomunoreum e o Pico Seongsan Ilchulbong –, são os primeiros sítios naturais na Coreia a ser colocado na Lista de Patrimônios Mundiais da Unesco.

## Hallasan (Monte Halla)
A Ilha de Jeju tem forma oval e tem 70 quilômetros de leste a oeste e 30 quilômetros de norte a sul. Possui 1.847,2 quilômetros quadrados de área, aproximadamente três vezes maior que Seul, a capital da Coreia do Sul. No centro da ilha está o Monte Halla, um vulcão que se eleva 1.950 metros acima do nível do mar, e as encostas suaves da montanha descem de seu pico até o mar, fazendo com que a ilha pareça uma grande montanha. A área de 151,35 quilômetros quadrados ao redor da montanha (cerca de 8,3% de toda a ilha) foi designada como reserva natural.
A forma do Monte Halla é simples, mas apresenta a diversificada topografia e geologia de uma montanha vulcânica, incluindo uma cratera com lago no cume, um aglomerado de falésias rochosas a sudoeste do cume composto por pilares de rocha com formas bizarras (juntas colunares formadas por resfriamento de lava) e 40 ou mais cones parasitas. A montanha possui uma ampla gama de condições climáticas e distintas distribuições de vegetação ao longo do gradiente altitudinal, exibindo magníficas paisagens que variam conforme a estação do ano e localização.
Baengnokdam, um lago de cratera em forma oval no cume do Monte Halla, tem um diâmetro leste-oeste de 700 metros e um diâmetro norte-sul de 500 metros. Possui 111 metros de profundidade e 1720 metros de circunferência. No geral, o Monte Halla é um vulcão-escudo do tipo aspite (um vulcão com declives graduais formados a partir de fluxos de lava fluida que viajam por uma ampla área de terra), mas seu cume íngreme tem as características de uma cúpula de lava (uma protuberância em forma de monte resultante da extrusão lenta de lava viscosa de um vulcão). O Monte Halla se diferencia por ser um vulcão-escudo que entrou em erupção em uma placa tectônica continental. Vulcões em escudo não são comuns em todo o mundo, ocupando menos de 10 por cento dos vulcões do mundo. Além disso, a maioria dos outros vulcões-escudo ocorre nas placas oceânicas.
A montanha é o habitat de uma grande variedade de plantas, de sua base ao topo. Possui uma distinta distribuição vertical da flora ao longo de suas encostas, desde plantas subtropicais a temperadas e polares. Sua flora abrange várias espécies que crescem em uma ampla gama de zonas climáticas, desde o limite norte da zona subtropical até o limite sul da zona polar. O monte Halla é habitat para mais de 1800 espécies de plantas, quase metade das mais de 4000 espécies cultivadas na Coreia; é em si um parque ecológico e jardim botânico. São dignas de atenção a variedade de plantas alpinas árticas, incluindo muitas espécies endêmicas e também a floresta de abetos coreanos (Abies koreana) nas encostas perto do cume.
As plantas árticas alpinas que habitam o Monte Halla incluem 33 espécies endêmicas da Ilha de Jeju, um gênero endêmico da Coreia, 56 espécies para as quais Jeju é o limite de distribuição ao sul e três espécies para as quais a ilha é o limite de distribuição ao norte. Essas plantas são valiosos recursos genéticos vegetais de excelente valor de pesquisa.

## Sistema de tubo de lava Geomunoreum: um mistério inimaginável
A Ilha de Jeju tem mais de 90% de suas terras cobertas por basalto, uma rocha de cor escura de origem vulcânica. Cones parasitários distribuídos por toda a ilha do Monte Halla para as zonas costeiras contribuem para as paisagens vulcânicas únicas desta ilha. Jeju tem um total de 368 cones parasitários criados como resultado de atividades vulcânicas repetidas que ocorreram mais de 100 vezes, há entre 1,2 milhões e 250 000 anos, nas proximidades do Monte Halla. Considerando o tamanho da ilha, é a maior concentração de cones parasitários do mundo.
Os cones parasitas criaram vários pontos cênicos em toda a ilha, que são elogiados por sua beleza majestosa, incluindo Baengnokdam no pico do Monte Halla, Seongsan Sunrise Peak (Ilchulbong), Suwol Peak, Monte Songak, Monte Sanbang e Cratera Sangumburi. Enquanto Monte Halla e seus 368 cones parasitas são formas de relevo vulcânicas visíveis acima do solo, tubos de lava são o resultado de atividades vulcânicas que se manifestam abaixo do solo.
Um dos numerosos cones parasitas distribuídos por toda a Ilha de Jeju, o Geomunoreum (a 465 metros de altitude) está localizado a nordeste da ilha. O vulcão entrou em erupção repetidamente há entre 300 000 e 100 000 anos, e os fluxos de lava dessas erupções viajaram pelas encostas do nordeste até a costa, criando mais de 20 cavernas ao longo de seu curso. Coletivamente chamado de Sistema de Tubo de Lava Geomunoreum, este local mantém traços que mostram como esses enormes tubos de lava foram formados e evoluíram até seu estado atual. O sistema de tubos de lava consiste em 20 ou mais tubos de lava de vários comprimentos, estruturas e componentes. Entre eles, o vulcão Geomunoreum e cinco tubos de lava de qualidades excepcionais - Caverna Manjang, Caverna Gimnyeong, Caverna Bengdui, Caverna Dangcheomul e Caverna Yongcheon - foram incluídos na Lista do Patrimônio Mundial da UNESCO.
A Caverna Manjang tem a ininterrupta extensão de 7.416 metros, e a Caverna Gimnyeong há muito é chamada de Caverna da Cobra por sua passagem sinuosa. A cerca de 80-100 metros um do outro, presume-se que os dois tubos de lava foram criados por um longo fluxo de lava e bloqueados no meio por lava endurecida, que os separou em dois tubos. A caverna de Bengdui, um habitat para espécies endêmicas de Hexagrammidae (espécie de peixe marinho) e aranhas do ventre manchado, é conhecida por sua estrutura labiríntica complicada. Embora a Caverna Dangcheomul e a Caverna Yongcheon sejam realmente tubos de lava, elas apresentam uma grande variedade de espeleotemas ou formações de cavernas de calcário, criando belas paisagens surreais. Os dois tubos de lava são bastante diferentes em tamanho, sendo o primeiro muito pequeno e o último gigantesco, mas ambos oferecem vistas espetaculares com uma variedade de espeleotemas geralmente encontrados em cavernas de calcário, como canudo de refrigerante, estalactite, estalagmite, coluna, caverna de coral, caverna pérola, caverna flor, cortina (folha de bacon), pedras de fluxo, gour, entre outros. Em termos de tamanho, forma, distribuição e concentração, os espeleotemas nos dois tubos de lava são exemplos extremamente raros e inigualáveis por quaisquer outros tubos de lava no mundo. Presume-se que essas belas feições de cavernas foram formadas pela água da chuva misturada com areia carbonática do solo, que se infiltrou nas cavernas e depositou carbonato de cálcio que se dissolveu na água.

O sistema de tubos de lava Geomunoreum começa no vulcão Geomunoreum e avança em direção à costa até terminar na caverna Dangcheomul. O sistema de tubos principal se ramifica em três sistemas de tubos afluentes: o primeiro sistema, o maior em escala, se estende a 14,6 quilômetros do vulcão; o segundo, paralelo ao primeiro tributário, tem 13,2 quilômetros de extensão; e o terceiro alcança 8,2 quilômetros a noroeste do vulcão. Combinados de ponta a ponta, os três sistemas tributários teriam cerca de 36 quilômetros de comprimento.

## Seongsan Ilchulbong: Pico do Nascer do Sol

### Compreensão das Erupções Hidrovulcânicas
Os cones distribuídos por toda Ilha de Jeju podem ser encontrados em diversas formas. A maioria deles são cones de cinzas, formados por uma erupção vinda do solo, onde produtos vulcânicos que foram expelidos de vulcões e caíram no solo se acumularam no formato de fragmentos de rocha, com numerosos buracos escuros ou avermelhados, chamados de “cinzas” ou “escórias”.
Outros cones são formados por tufos, um tipo de rocha que consiste em cinzas vulcânicas consolidadas, formadas por erupções de magma-água, que ocorrem quando magma derretido entra em contato com água do mar ou água subterrânea. Cones parasitas compostos de tufos são de dois tipos: em primeiro lugar, cones de tufo possuem pisos elevados de cratera e lados íngremes, e em segundo lugar, tufos anelares possuem a aparência de montes baixos com um declive suave, já que eles possuem uma quantidade relativamente pequena de tufo acumulado em volta de uma larga cratera.
O Pico do Nascer do Sol de Seongsan (a 179 metros de altitude), que se projeta da costa da Ilha de Jeju em sua ponta oriental, é um típico vulcão hidromagmático criado há entre 120 000 e 50 000 anos por meio de uma erupção subaquática de um solo oceânico raso. Assim como o nome Ilchulbong (Pico do Nascer do Sol) sugere, o nascer do sol visto de lá gera uma vista magnífica.
A cratera, que possui 570 metros em diâmetro e 90 metros de profundidade, tem encostas íngremes. O cone de tufo possui uma aparência impressionante que lembra um castelo ou uma coroa colossal, e sua cratera em formato de bacia ainda mantém sua forma original intacta. Os três lados da cratera, exceto o de sua porção noroeste, foram erodidos por ondas e revelam as camadas internas do vulcão, servindo como um importante recurso para estudos geológicos sobre atividades vulcânicas antigas.
O Pico do Nascer do Sol de Seongsan era originalmente uma ilha, mas o repetido depósito de areia e sedimentos criaram uma barra de areia de 500 metros de largura, que se estende por um trecho de 1.5km e conecta o pico até a Ilha de Jeju.
Tirando os sítios mencionados anteriormente, as formas de terra vulcânicas da Ilha de Jeju incluem o Monte Songak, um vulcão duplo monogenético que consiste em um tufo anelar externo e um cone de cinzas interno, que demonstra como erupções marítimas transformam erupções em terra. Além disso, o Monte Sanbang é um exemplo de um domo de lava, construído a partir de lava viscosa que se acumulou ao redor da abertura, formando um domo com aparência de montanha. A Ilha de Jeju é o único local no mundo que exibe uma variedade tão larga de formas vulcânicas em uma área tão pequena, servindo como um museu vulcânico virtual.
Na ilha de Jeju existem vários tipos de formas vulcânicas, uma ampla gama de condições climáticas e uma ecologia resultante, e a cultura nativa da ilha são desdobradas em um espaço relativamente pequeno e confinado, gerando uma bela e única harmonia. Essa harmonia, o resultado de uma nova ordem criada a partir de uma mistura de atributos naturais, ecológicos e culturais, é o que faz a Ilha de Jeju tão especial. Especificamente, os ambientes naturais da ilha são de grande importância como recursos científicos, culturais e turísticos, e seus numerosos cones parasitas e tubos de lava possuem imenso valor de pesquisa para os estudos de atividades vulcânicas globais.